# نقابة الفنانين في الجمهورية العربية السورية
نقابة الفنانين في الجمهورية العربية السورية هي تنظيمٌ مهني اجتماعي سوري، ذو شخصية اعتبارية مستقلة ماليًّا وإداريًّا. تأسست عام 1968. عيّن مازن الناطور في تاريخ 05.03.2025 نقيباً لها.

## شروط العضوية
يُشترط فيمن يرغب التسجيل في عضوية النقابة أن يكون:
- عربيا سوريا منذ خمسة أعوام على الأقل.
- حاملا شهادة اختصاص لا تقل شهادة جامعية أو ما يعادلها ويمارس اختصاصه وفق الاختصاصات المنصوص عليها في القانون أو أنهى فترة التمرين واجتاز الاختبار بنجاح.
- غير محكوم بأية عقوبة جنائية أو أية عقوبة لجنحة شائنة.
- ذا سيرة حسنة توحي بالثقة والاحترام الواجبين للمهنة.
- غير مصاب بمرض عضال من شأنه أن يجعله عاجزا عن ممارسة المهنة كليا.
- كامل الأهلية المدنية وغير متجاوز الستين من العمر.
- غير معزول أو مطرود من وظائف الدولة أو من جهات القطاعين العالم والمشترك أو غير مُسرَّح من إحدى هذه الجهات لسبب يمس بأمن الدولة أو شرف الوظيفة.

## معرض الصور

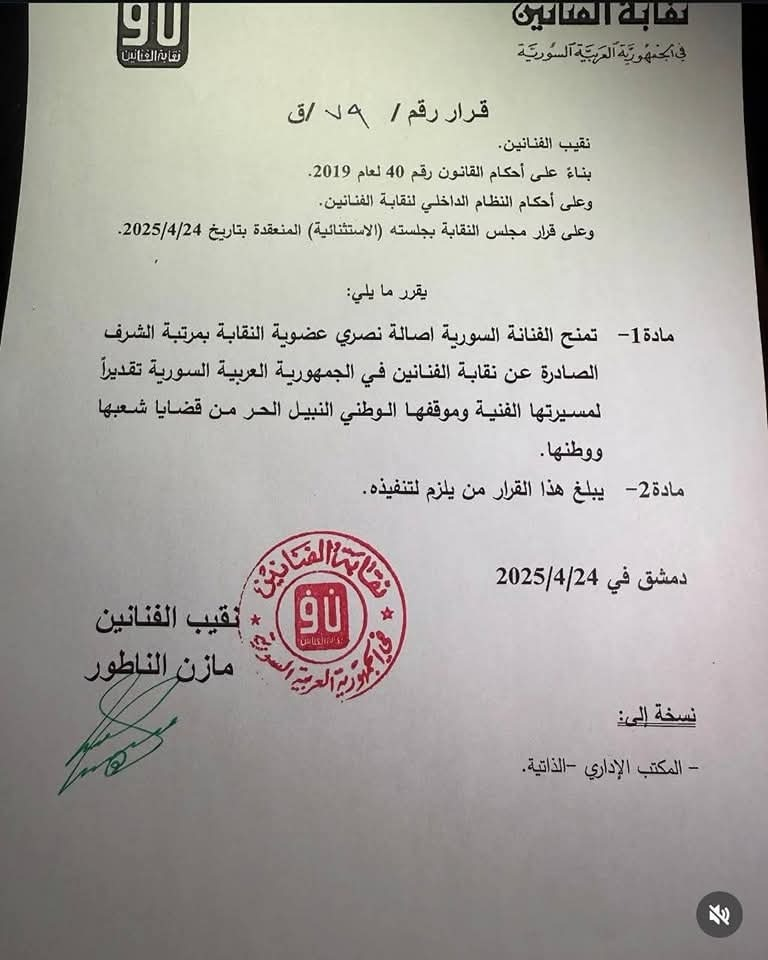
مثال عن قرار صادر عن النقابة سنة 2025م